# TAI TF-X Kaan
Il TAI TF-X Kaan è un caccia multiruolo di quinta generazione, bimotore, progettato ed in fase di sviluppo da parte dell'azienda turca TAI in collaborazione con la britannica BAE Systems. Il suo primo volo è stato completato il 21 febbraio 2024.

## Storia del progetto
L’idea di progettare un caccia da superiorità aerea, stealth e di produzione nazionale, che sostituisse la flotta di caccia F-16C/D della Turchia fu concepita per la prima volta all’inizio degli anni 2010.
Il programma, però, non subì alcuna spinta, non avendo, all’epoca, l’aeronautica militare turca un urgente bisogno di un caccia di quinta generazione perché il paese era un partner essenziale del programma F-35 Joint Strike Fighter e aveva in programma di acquistarne 100 esemplari.
Nel 2015, TAI rese note tre potenziali configurazioni della cellula: FX-1, dotata di doppio motore e simile all'F-22, FX-5, dotata di motore singolo e simile all'F-16 e la FX-6, in configurazione monomotore canard-delta simile al Saab JAS 39 Gripen. L'8 gennaio 2015 il primo ministro turco Ahmet Davutoğlu annunciò che il TF-X sarebbe stato un caccia bimotore, configurazione che fu definitivamente approvata nel marzo del 2017.
Il progetto del National Combat Aircraft (in turco Milli Muharip Uçak o MMU) fu lanciato il 5 agosto 2016, con lo scopo di permettere alla Turchia di sviluppare il proprio aereo da combattimento di quinta generazione con sole risorse nazionali. In quell'occasione, il sottosegretariato per le industrie della difesa (SSM) del ministero della Difesa nazionale turco e TAI hanno firmarono un accordo per la progettazione e lo sviluppo dell'aereo del quale erano previsti tre prototipi.
Nel gennaio 2017, TAI e BAE Systems firmarono un accordo strategico da 100 milioni di sterline (139 milioni di dollari) per la cooperazione reciproca nello sviluppo del progetto di caccia stealth. BAE si impegnava ad offrire i servizi di consulenza ingegneristica e il relativo supporto necessari per il progetto, come parte dell'accordo. Il contratto quadriennale comprendeva la fase di progettazione preliminare e altre attività di sviluppo tecnologico.
Un mock-up dell'aereo, a grandezza naturale, fu esposto al Salone internazionale di Le Bourget, a Parigi, nel giugno del 2019.
Il programma ebbe un forte impulso quando gli Stati Uniti, nel luglio del 2019, esclusero la Turchia dal programma F-35 dopo che questa aveva acquistato dalla Russia il sistema di difesa aerea S-400 Triumf, nome in codice NATO SA-21 Growler.

### Tecnica
L'inizio dell'assemblaggio del primo prototipo è stato reso pubblico il 23 novembre 2022, in un video che mostrava il velivolo in costruzione sulla catena di montaggio della TAI.
Con l'uscita in pista del primo prototipo, avvenuta il 16 marzo 2023, furono definitivamente svelate le linee del velivolo che presentava un aspetto che ricordava più il caccia stealth F-22A Raptor che l'F-35, e furono accesi per la prima volta i motori ed effettuate le prime prove di rullaggio. Sebbene più piccolo dell'F-22, il velivolo si presentava con una configurazione di base e una linea degli spigoli simili a grandi linee al Raptor, rispetto al quale, però, resta notevolmente più piccolo.
La TAI ha annunciato che sarà sviluppata una variante biposto del TF-X. L'obiettivo è utilizzare la capacità MUM-T (Manned Unmanned Teaming) del TF-X con la massima efficienza. Con il sedile aggiuntivo, il pilota nella parte posteriore sarà in grado di coordinare e gestire droni come il Bayraktar Kizilelma e il Bayraktar TB2.
Il 1 maggio 2023, il TF-X è stato battezzato “KAAN”, che tradotto significa “Re dei Re”.
Il 27 luglio 2023, durante l'IDEF 2023, il Ministero della Difesa dell'Azerbaigian ha firmato un accordo con le industrie aerospaziali turche (TAI) per "cooperare" nel progetto del caccia TF-X Kaan.
Il 21 febbraio 2024, il Kaan ha effettuato il suo primo volo, decollando dalla base aerea di Akıncı, vicino alle strutture della Turkish Aerospace (TUSAŞ) a Kahramankazan, vicino Ankara. L'aereo, accompagnato da un F-16D dell'Aeronautica turca, è rimasto in aria per 11 minuti raggiungendo un'altezza di 8.000 piedi e una velocità di 230 nodi.
Nel primo volo del Kaan, al posto di pilotaggio sedeva il pilota collaudatore Barbaros Demirbaş.
Il 6 maggio 2024 il Kaan ha effettuato il suo secondo volo, durante il quale è rimasto in volo per 14 minuti, raggiungendo un’altitudine di 10.000 piedi e una velocità di 230 nodi.

### Propulsione
Per quanto riguarda la motorizzazione, fu siglato un accordo con la Tusaş Engine Industries (TEI) che già deteneva la produzione su licenza della turboventola statunitense General Electric F110. La scelta ricadde su due varianti di questo propulsore,  in particolare l'F110-GE-129 o l'F110-GE-132, ma lo stallo delle relazioni USA-Turchia in generale per un po' ha fatto sembrare ciò una prospettiva più remota, ipotizzando di dotare di questi motori solo i primi aerei in modo da poter progettare un propulsore di produzione nazionale.

### Elettronica
Per lo sviluppo dei sistemi di bordo è stata incaricata l'azienda turca ASELSAN, la quale sta sviluppando un avanzato radar AESA.

## Versioni
- TF-X – Versione monoposto multiruolo con capacità stealth.[12]

- TF-X biposto – Versione biposto con capacità di coordinare e gestire droni.[12]

## Utilizzatori
Turchia
- Türk Hava Kuvvetleri

 Indonesia
Tentara Nasional Indonesia Angkatan Udara
Il 26 luglio 2025 durante l’International Defence Industry Fair (IDEF) di Istanbul, viene stipulato l'accordo per l'acquisto di 48 caccia per un costo di 10 miliardi di dollari. Le consegne sono previste per il 2030.